# Gustav Peichl

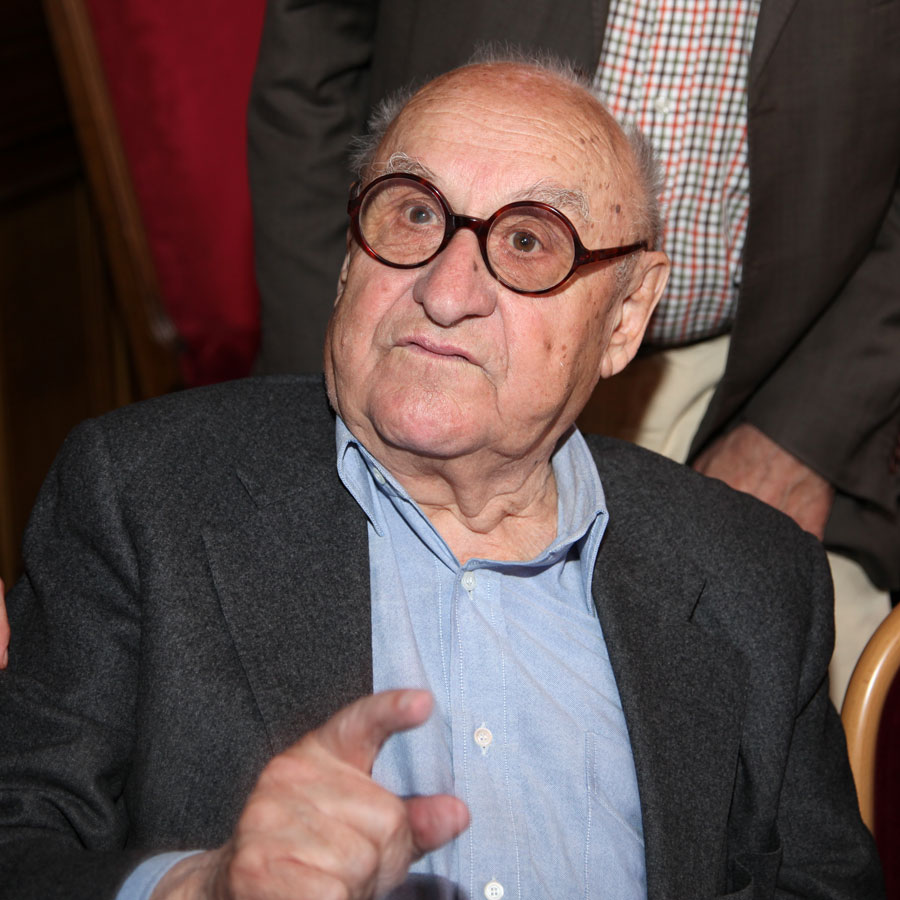
Gustav Peichl, 2013

Gustav Peichl (* 18. März 1928 in Wien, Österreich; † 17. November 2019 ebenda) war ein österreichischer Architekt, Hochschullehrer sowie Autor und Karikaturist. Unter dem Pseudonym Ironimus zeichnete er Karikaturen für Die Presse, die Süddeutsche Zeitung und den ORF.

## Leben
Peichl besuchte ab 1938 die Oberschule für Jungen in Mährisch-Trübau und von 1943 bis 1944 die Bundesgewerbeschule in Wien-Mödling, Abt. Hochbau. Er kehrte nach seinem Abschluss wieder zurück nach Mährisch-Trübau und war bis 1947 technischer Zeichner am Stadtbauamt. Nach seiner Matura an der Staatlichen Gewerbeschule Linz 1949 studierte er bis 1953 Architektur an der Akademie der bildenden Künste in Wien; er war unter anderem Schüler von Clemens Holzmeister. Von 1952 bis 1954 war Peichl Mitarbeiter im Atelier von Roland Rainer.
1955 eröffnete er ein eigenes Architekturbüro; 1991 erfolgte die Gründung des Ateliers Peichl & Partner und 2002 die Neugründung Peichl & Partner ZT mit Rudolf Weber.
Von 1973 bis 1996 war er an der Akademie der bildenden Künste Wien Professor und Leiter der Meisterschule für Architektur sowie ab 1987 einige Jahre lang als Rektor tätig.
Peichl wohnte in einem von ihm selbst entworfenen Haus im 19. Bezirk (Himmelstraße) in Wien. Er war verheiratet (seine Frau starb 2013) und hat zwei Söhne und eine Tochter, Markus (Journalist, 2003–2007 Redaktionsleiter der Talkshow von Reinhold Beckmann) und Sebastian (Diplomkommunikationswirt, ehemaliger Vorstand der Designagentur ART+COM, Berlin) und Ina, Bühnenbildnerin und Kostümbildnerin.

## Wirken
1964 gründete Peichl die Zeitschrift Bau – Schrift für Architektur und Städtebau mit Hans Hollein, Walter Pichler und Oswald Oberhuber. Auch der Weltausstellungspavillon für die Weltausstellung im Jahr 1964 wurde von ihm entworfen.
Als Architekt wurde er durch den Bau von sechs Studios für den ORF bekannt, die alle nach dem gleichen architektonischen Prinzip gebaut sind: Die Räume sind um einen Zentralraum in Form von Kreissegmenten angeordnet, weshalb der Spitzname Peichl-Torte entstanden ist. In Deutschland sind die Bundeskunsthalle in Bonn und die Kindertagesstätte in Berlin nahe dem Reichstagsgebäude seine prominentesten Werke. Charakteristisch für Peichls Bauten ist die Verwendung von Sichtbeton.
Als politischer Karikaturist trat Peichl unter dem Pseudonym Ironimus 1954 erstmals in der Tageszeitung Die Presse mit Julius Raab träumt vom Staatsvertrag auf. Laut Eigenaussage wählte er dieses zum Eigenschutz, da er sonst in der sowjetischen Besatzungszone unter seinem Realnamen keine Karikaturen über sowjetische Offiziere veröffentlichen konnte. Seit 1964 zeichnete Peichl unter diesem Pseudonym auch für die Süddeutsche Zeitung. Zwischen 1971 und 1996 gestaltete er zu Silvester im ORF einen Jahresrückblick. Er hat eine permanente Ausstellung gemeinsam mit Manfred Deix im Karikaturmuseum in Krems an der Donau.
Gustav Peichl war Mitglied des Künstlerhauses Wien und gehörte ab dem Ende der 1960er-Jahre der Künstlervereinigung MAERZ an.

## Anerkennungen

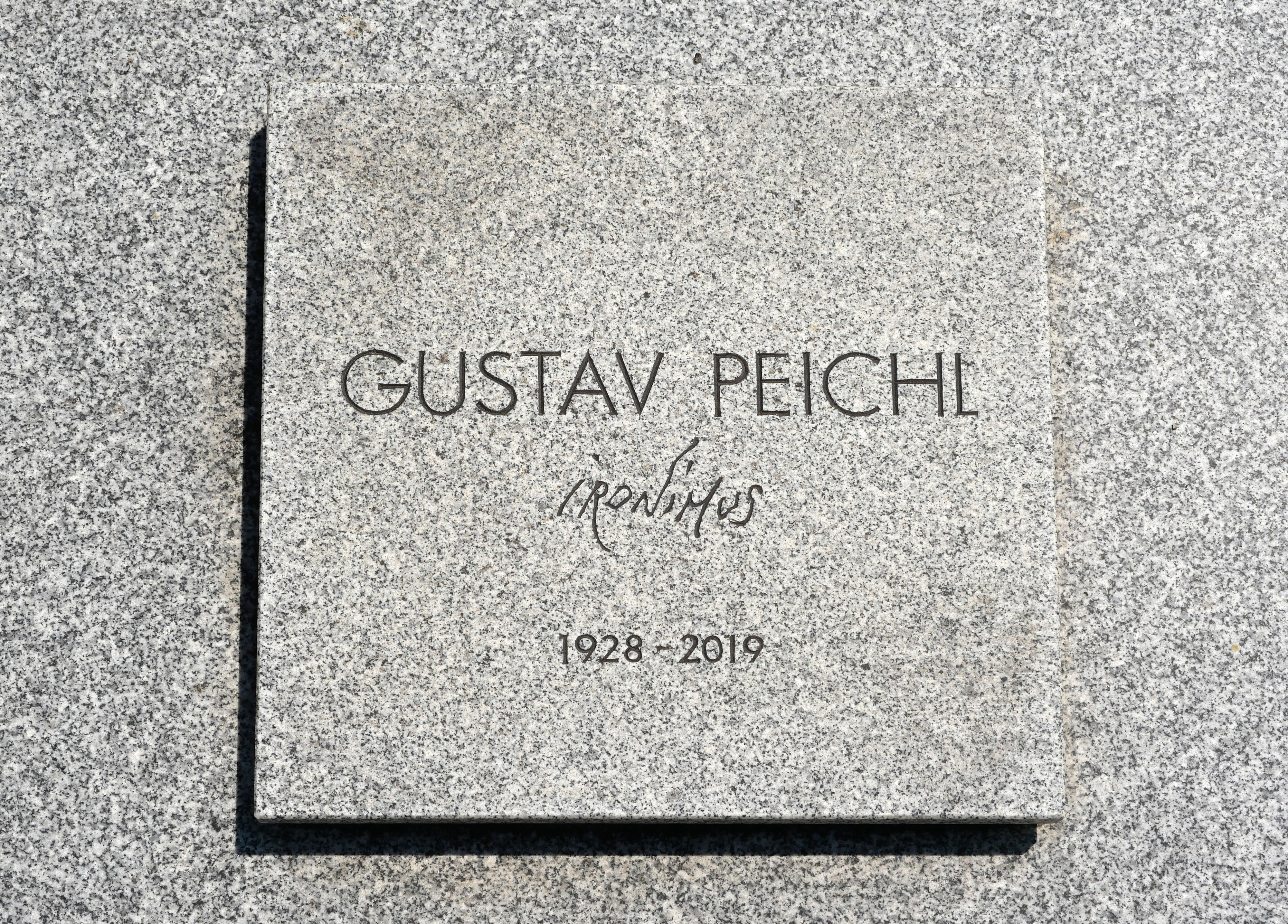
Grabplatte mit „Ironimus“-Signatur

- Preis der Stadt Wien für Architektur (1969)
- Großer Österreichischer Staatspreis für Architektur (1971)
- Reynolds Memorial-Award des AIA (1975)
- Ehrenmitgliedschaft des Bundes Deutscher Architekten BDA (1983)
- Steirischer Architekturpreis (1984)
- Mies-van-der-Rohe Preis (1986)[5]
- Berliner Architekturpreis (1989)
- Goldenes Ehrenzeichen für Verdienste um das Land Wien (1993)
- Großer Sudetendeutscher Kulturpreis (1993)
- Auszeichnung zum deutschen Architekturpreis (1993)
- Großes Verdienstkreuz des Verdienstordens der Bundesrepublik Deutschland (1996)
- Ehrenmitglied des American Institute of Architects (1996)
- Großes Goldenes Ehrenzeichen für Verdienste um die Republik Österreich (1996)[6]
- Ehrenmedaille der Bundeshauptstadt Wien in Gold (1998)
- Politischer Karikaturist (Pseudonym „IRONIMUS“) (1998)
- Mitglied des österreichischen Kunstsenats (1998)
- Ehrenmitglied der Akademie der Künste (Berlin) (1998)
- Ehrenmitglied des Royal Institute of British Architects (1998)
- Nestroy-Ring (1999)
- Goldenes Komturkreuz des Ehrenzeichens für Verdienste um das Land Niederösterreich (2003)
- 2004 wurde er in die Liste der 50 wichtigsten Österreicher der letzten 50 Jahre bei einer Leserumfrage der Tageszeitung Kurier gewählt.
- Goldener Rathausmann der Stadt Wien (2008)
- Julius-Raab-Medaille (2012)[7]
- Österreichisches Ehrenkreuz für Wissenschaft und Kunst I. Klasse (2013)

## Ausstellungen
- 1957: Karikaturen der 4 österreichischen Karikaturisten Bren,[8] Ironimus, Mac,[9] Totter. Österreichische Staatsdruckerei unter Direktor Lambert Haiböck, 166 Zeitungskarikaturen.[10]
- 2018 Gustav Peichl. 15 Bauten zum 90sten. Museum für angewandte Kunst Wien
- 2018 Ironimus 90. Jetzt mal keine Politik! Cartoons von 1948 bis 2018. Karikaturmuseum Krems

## Publikationen
- Weltcircus: Zeitgeschehen in Karikaturen. Molden, Wien 1977, ISBN 3-217-00871-5.

## Bauten
| Foto |                 | Baujahr         | Name                                                                                      | Standort                                 | Beschreibung | Metadaten                                                                       |
| --- | --------------- | --------------- | ----------------------------------------------------------------------------------------- | ---------------------------------------- | --- | ------------------------------------------------------------------------------- |
| [[Vorlage:Bilderwunsch/code!/C:48.256329428176,16.334659717377!/D:Haus des Architekten Himmelstraße 47, 1190 Wien !/\|BW]] | Datei hochladen | 1960            | Haus des Architekten                                                                      | Himmelstraße 47, 1190 Wien Standort      | | P84(Architekt):Gustav Peichl P131(Ort):Wien Region-ISO:AT-9                     |
| ja | Datei hochladen | 1962–1963       | Volksheim In der Krim HERIS-ID: 73625 Objekt-ID: 86937                                    | Hutweidengasse 24, 1190 Wien Standort    | | P84(Architekt):Gustav Peichl P131(Ort):Döbling Region-ISO:AT-9                  |
| ja | Datei hochladen | 1962–1963       | Atriumschule Krim HERIS-ID: 48990 Objekt-ID: 52576                                        | Flotowgasse 6, 1190 Wien Standort        | | P84(Architekt):Gustav Peichl P131(Ort):Döbling Region-ISO:AT-9                  |
| ja | Datei hochladen | 1964–1966       | Internatsgebäude, Schulen der Dominikanerinnen HERIS-ID: 80481 Objekt-ID: 94222           | Schloßberggasse 17 Standort              | | P84(Architekt):Gustav Peichl P131(Ort):Hietzing Region-ISO:AT-9                 |
| ja | Datei hochladen | 1965–1967       | Rehabilitationszentrum für Hirnverletzte, UKH Meidling                                    | Standort                                 | → Hauptartikel : Rehabilitationszentrum Meidling f1                                                                             | P84(Architekt):Gustav Peichl P131(Ort):Wien Region-ISO:AT-9                     |
| ja | Datei hochladen | 1974            | Sender Kahlenberg                                                                         | Standort                                 | → Hauptartikel : Sender Kahlenberg f1                                                                                           | P84(Architekt):Gustav Peichl P131(Ort):Wien Region-ISO:AT-9                     |
| [[Vorlage:Bilderwunsch/code!/C:48.191328,16.306426!/D:Diesterwegschule Diesterweggasse 30, 1140 Wien !/\|BW]]              | Datei hochladen | 1978            | Diesterwegschule                                                                          | Diesterweggasse 30, 1140 Wien Standort   | | P84(Architekt):Gustav Peichl P131(Ort):Wien Region-ISO:AT-9                     |
| ja | Datei hochladen | 1976–1980       | Erdfunkstelle Aflenz                                                                      | Standort                                 | → Hauptartikel : Erdfunkstelle Aflenz f1                                                                                        | P84(Architekt):Gustav Peichl P131(Ort):Aflenz Region-ISO:AT-6                   |
| ja | Datei hochladen | 1980–1985       | Phosphateliminierungsanlage Berlin Tegel · Wikidata                                       | Buddestraße 33-35, 13507 Berlin Standort | Anmerkung: im Rahmen der Internationale Bauausstellung 1987                                                                     | P84(Architekt):Gustav Peichl P131(Ort):Reinickendorf Region-ISO:DE-BE           |
| ja | Datei hochladen | 1980–1982       | ORF-Landesstudio Eisenstadt HERIS-ID: 99214 Objekt-ID: 115314                             | Buchgrabenweg 51 Standort                | | P84(Architekt):Gustav Peichl P131(Ort):Eisenstadt Region-ISO:AT-1               |
| ja | Datei hochladen | 1980–1982       | ORF-Landesstudio Graz HERIS-ID: 100464 Objekt-ID: 116692                                  | Marburger Straße 20 Standort             | | P84(Architekt):Gustav Peichl P131(Ort):Graz Region-ISO:AT-6                     |
| ja | Datei hochladen | 1980–1982       | ORF-Landesstudio Innsbruck                                                                | Rennweg 14, 6010 Innsbruck Standort      | | P84(Architekt):Gustav Peichl P131(Ort):Innsbruck Region-ISO:AT-7                |
| ja | Datei hochladen | 1980–1982       | ORF-Landesstudio Linz HERIS-ID: 81758 Objekt-ID: 95543 Linz: 1864                         | Europaplatz 3 Standort                   | | P84(Architekt):Gustav Peichl P131(Ort):Linz Region-ISO:AT-4                     |
| ja | Datei hochladen |                 | ORF-Landesstudio Salzburg HERIS-ID: 53128 Objekt-ID: 60918                                | Nonntaler Hauptstraße 49d Standort       | | P84(Architekt):Gustav Peichl P131(Ort):Salzburg Region-ISO:AT-5                 |
| ja | Datei hochladen | 1980–1982; 2007 | ORF-Landesstudio Dornbirn HERIS-ID: 11444 Objekt-ID: 7544                                 | Rundfunkplatz 1 Standort                 | | P84(Architekt):Gustav Peichl P131(Ort):Dornbirn Region-ISO:AT-8                 |
| | Datei hochladen | 1983            | Bühne für den Papstbesuch am Wiener Heldenplatz                                           |                                          | zerstört | P84(Architekt): P131(Ort):                                                      |
| ja | Datei hochladen | 1983            | Funkhaus Wien Erweiterung HERIS-ID: 23728 Objekt-ID: 20090                                | Argentinierstraße 30, 30a Standort       | → Hauptartikel : Funkhaus Wien f1                                                                                               | P84(Architekt):Clemens Holzmeister P131(Ort):Wien Region-ISO:AT-9               |
| BW | Datei hochladen | 1985            | Tanzende Landvillen                                                                       | Wienerberggründe Standort                | | P84(Architekt):Gustav Peichl P131(Ort):Wien Region-ISO:AT-9                     |
| BW | Datei hochladen | 1987            | Volksschule Wienerberggründe                                                              | Tesarekplatz Standort                    | | P84(Architekt):Gustav Peichl P131(Ort):Wien Region-ISO:AT-9                     |
| BW | Datei hochladen | 1984–1989       | Mehrfamilienhaus                                                                          | Schloßstraße, Berlin Tegel Standort      | Anmerkung: IBA Berlin, bei der Phosphateliminierungsanlage                                                                      | P84(Architekt): P131(Ort):                                                      |
| ja | Datei hochladen | 1989            | Kunstforum                                                                                | Freyung 8, 9 Standort                    | → Hauptartikel : Bank Austria Kunstforum Wien f1                                                                                | P84(Architekt):Gustav Peichl P131(Ort):Wien Region-ISO:AT-9                     |
| | Datei hochladen | 1990            | Donau Zwilling                                                                            | Koordinaten fehlen! Hilf mit.            | | P84(Architekt): P131(Ort):                                                      |
| ja | Datei hochladen | 1990–1999       | Donau-City Generalplan                                                                    | Standort                                 | Anmerkung: mit Adolf Krischanitz, Arata Isozaki, Heinz Neumann, Wilhelm Holzbauer, Michael Loudon, Hermann Czech, Roman Delugan | P84(Architekt):Gustav Peichl P131(Ort):Donaustadt Region-ISO:AT-9               |
| ja | Datei hochladen | 1987–1991       | Anbau des Städelmuseums · Wikidata                                                        | Frankfurt am Main Standort               | | P84(Architekt):Gustav Peichl P131(Ort):Frankfurt am Main Region-ISO:DE-HE       |
| ja | Datei hochladen | 1993            | Akademiehof                                                                               | Karlsplatz Standort                      | | P84(Architekt):Gustav Peichl, Roland Rainer P131(Ort):Wien Region-ISO:AT-9      |
| ja | Datei hochladen | 1985–1992       | Bundeskunsthalle (Kunst- und Ausstellungshalle der Bundesrepublik Deutschland) · Wikidata | Bonn Standort                            | → Hauptartikel : Kunst- und Ausstellungshalle der Bundesrepublik Deutschland f1                                                 | P84(Architekt):Gustav Peichl P131(Ort):Bonn Region-ISO:DE-NW                    |
| ja | Datei hochladen | 1996            | Paul-Grüninger-Schule                                                                     | Ocwirkgasse, 1210 Wien Standort          | → Hauptartikel : Paul-Grüninger-Schule f1                                                                                       | P84(Architekt):Gustav Peichl P131(Ort):Floridsdorf Region-ISO:AT-9              |
| ja | Datei hochladen | 1997            | ORF-Landesstudio Niederösterreich                                                         | Radioplatz 1 Standort                    | | P84(Architekt):Gustav Peichl P131(Ort):St. Pölten Region-ISO:AT-3               |
| ja | Datei hochladen | 1997–1999       | Millennium Tower                                                                          | Standort                                 | Anmerkung: mit Boris Podrecca und Rudolf F. Weber. Mit 202 Metern ehemals höchstes Gebäude in Österreich                        | P84(Architekt):Gustav Peichl P131(Ort):Wien Region-ISO:AT-9                     |
| ja | Datei hochladen | 1998–1999       | Kindertagesstätte des Deutschen Bundestags · Wikidata                                     | Standort                                 | | P84(Architekt):Gustav Peichl P131(Ort):Bezirk Mitte von Berlin Region-ISO:DE-BE |
| ja | Datei hochladen | 1997–2001       | Probengebäude der Münchner Kammerspiele · Wikidata                                        | Falckenbergstraße 1, München Standort    | | P84(Architekt):Gustav Peichl P131(Ort):München Region-ISO:DE-BY                 |
| ja BW | Datei hochladen | 2001            | Karikaturmuseum Krems                                                                     | Standort                                 | → Hauptartikel : Karikaturmuseum Krems f1                                                                                       | P84(Architekt):Gustav Peichl P131(Ort):Krems Region-ISO:AT-3                    |
| BW | Datei hochladen | 1999–2003       | Büro- und Geschäftshaus Wilhelm Eck · Wikidata                                            | Wilhelmstraße 72, Berlin Standort        | | P84(Architekt):Gustav Peichl P131(Ort):Berlin Region-ISO:DE-BE                  |
| ja | Datei hochladen | 2002–2003       | Messe Wien und Würstelstand „Igel“                                                        | Standort                                 | → Hauptartikel : VIECON - Vienna Congress and Convention Center f1                                                              | P84(Architekt):Gustav Peichl P131(Ort):Wien Region-ISO:AT-9                     |
| BW | Datei hochladen | 2003–2006       | Haus der Barmherzigkeit Tokiostraße                                                       | Tokiostraße 4, Wien 22 Standort          | | P84(Architekt):Gustav Peichl P131(Ort):Wien Region-ISO:AT-9                     |
| ja | Datei hochladen |                 | Erweiterung der HLF, HAK/HAS                                                              | Krems Standort                           | Anmerkung: Bauteil unklar. | P84(Architekt): P131(Ort):Krems Region-ISO:AT-3                                 |